# Giuseppe Momo
Giuseppe Momo (Vercelli, 7 de dezembro de 1875 – Turim, 9 de maio de 1940) foi um engenheiro e arquiteto italiano. Ativo nos primeiros quarenta anos do século XX, realizou inúmeras obras em Turim e Piemonte, mas sobretudo em Roma, onde, por encomenda do Papa Pio XI, contribuiu para a remodelação arquitetônica da Cidade do Vaticano no rescaldo do Tratado de Latrão.

## Biografia
Giuseppe Momo estudou na faculdade de arquitetura do Instituto Politécnico de Turim, onde se formou em 1901. Durante os primeiros anos de seu trabalho profissional, trabalhou na região de Piemonte, até ser chamado pelo Papa Pio XI ao Vaticano, onde projetou obras como o Palácio do Governo do Vaticano, a estação ferroviária da cidade papal, a Pontifícia Universidade Lateranense, o Pontifício Colégio Etíope e a entrada dos Museus Vaticanos, em forma de escadaria de espiral dupla. No total, realizou mais de duzentos projetos arquitetônicos na cidade pontifícia.